# Forté (Band)
Forté ist eine US-amerikanische Power- und Thrash-Metal-Band aus Oklahoma City, Oklahoma, die im Jahr 1987 gegründet wurde.

## Geschichte
Die Band wurde im Jahr 1987 von Gitarrist Jeff Scott, seinem Bruder und Schlagzeuger Greg Scott, Bassist Ghames „Rev.“ Jones und Sänger James Randel, vorher bei Oliver Magnum tätig, gegründet. Nachdem die Band ihr erstes Demo Dementia by Design veröffentlicht hatte, folgten Touren mit Bands wie Pantera, Overkill, Savatage, Flotsam and Jetsam, Fates Warning, Exodus, Prong und Trouble. Anfang 1991 wählte Metal Blade Records ein Lied von Dementia by Design für die elfte Auflage des Samplers Metal Massacre aus. Gegen Ende des Jahres unterschrieb Forté einen Vertrag bei Massacre Records, bevor die Band im Februar 1992 in Deutschland ihr Debütalbum Stranger Than Fiction aufnahm. Im Jahr 1994 folgte das zweite Album Division. Der Veröffentlichung folgten Touren mit Sepultura, Dream Theater, Yngwie Malmsteen und Testament. Im Jahr 1996 nahm die Band ihr drittes Album Destructive auf, auf dem David Thompson als neuer Sänger zu hören war. Daraufhin schlossen sich Auftritte mit Suicidal Tendencies, Testament, Exodus und King Diamond an. Im Jahr 1999 erschien das vierte Album Rise Above. Es folgten Auftritte mit Death, Hammerfall, Testament und Manowar. Die Band trennte sich von Massacre Records und setzte die Auftritte fort und spielte mit Gruppen wie Solitude Aeternus, Nile, Morbid Angel, Cellador und Bullet for My Valentine. Im Jahr 2012 erschien das bislang letzte Album Unholy War bei Tribunal Records / Divebomb Records.

## Stil
Die Band spielt technisch anspruchsvollen Thrash Metal, wobei einige Lieder auch dem Power Metal zugeordnet werden können.

## Diskografie
- 1988: Dementia by Design (Demo, Eigenveröffentlichung)
- 1991: Forté 1991 (Demo, Eigenveröffentlichung)
- 1992: Stranger Than Fiction (Album, Massacre Records)
- 1994: Division (Album, Massacre Records)
- 1997: Destructive (Album, Massacre Records)
- 1999: Rise Above (Album, Massacre Records)
- 2010: Vae Solis (EP, Eigenveröffentlichung)
- 2012: Unholy War (Album, Tribunal Records / Divebomb Records)